# Jamyang Jamtsho Wangchuk
Jamyang Jamtsho Wangchuk (bhutanisch འཇམ་དབྱངས་འཇམ་མཚོ་དབང་ཕྱུག; * 3. Januar 1983 in Bhutan) ist ein bhutanischer Schauspieler und Filmproduzent. Er stammt aus einer aristokratischen Familie und ist ein Sohn eines Diplomaten aus Bhutan.

## Leben
Wangchuk gab sein Filmdebüt im Jahre 1997. Im Film Sieben Jahre in Tibet hatte er eine Hauptrolle und spielte den 14-jährigen Dalai Lama. Für diese Rolle wurde er für einen YoungStar Award nominiert. In der Rolle des 8-jährigen Dalai Lama ist sein jüngerer Bruder Sonam aufgetreten. 2017 studierte Jamyang Filmproduktion an der ersten Busan Asian Film School in Südkorea. Ein Jahr später schrieb und inszenierte er seinen ersten Kurzfilm The Open Door, der beim Locarno Film Festival Premiere feierte und beim Seoul International Senior Film Festival prämiert wurde.
Derzeit bereitet sich Jamyang auf eine Fahrradkampagne vor, um das Bewusstsein für Fragen des Klimawandels zu schärfen.

## Filmografie
Darsteller
- 1997: Sieben Jahre in Tibet[3]
- 2013, 2015: Gyalsey - the legacy of a prince[8][9]

Produzent
- 2013, 2015: Gyalsey - the legacy of a prince[8][9]

Musik
- 2004: What Remains of Us (der Alternativtitel: Ce Qu'il Reste de Nous)[10]

Regisseur
- 2018: The Open Door